# Hannah Neise
Hannah Neise (n. 26 mai 2000, Arnsberg, Renania de Nord-Westfalia, Germania) este o sportivă ce a reprezentat Germania, medaliată olimpică. A participat la o ediție a Jocurilor Olimpice (2022) în care a câștigat o medalie de aur și o medalie de argint.